# سیارک ۲۱۱۲۶
سیارک ۲۱۱۲۶ (به انگلیسی: 21126 Katsuyoshi، نامگذاری:1993BJ2)۲۱۱۲۶مین سیارک کشف شده‌است که در ۱۹ ژانویه ۱۹۹۳ کشف شد.